# Educom

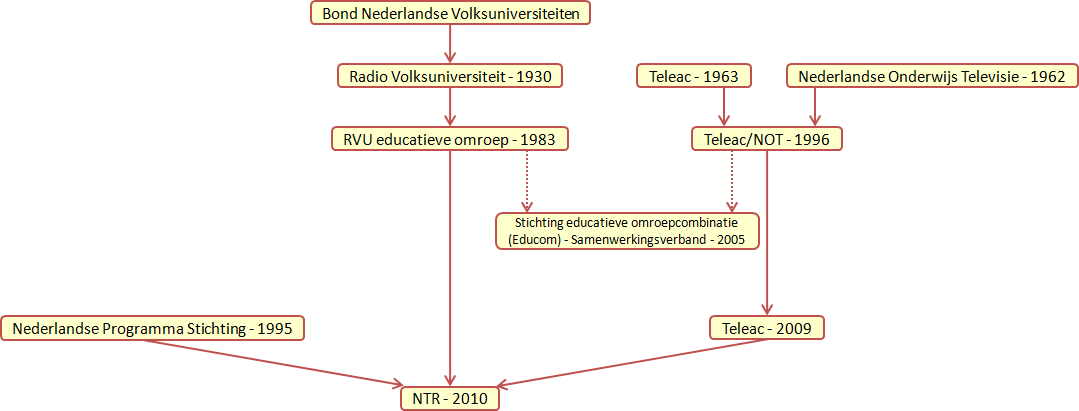
Geschiedenis Educom

Educom was de werknaam van de Stichting educatieve omroepcombinatie. Educom was het samenwerkingsverband van de 'Stichting Teleac/NOT' en de 'RVU educatieve omroep Stichting' dat in 2005 werd opgericht.
Stichting Teleac/NOT en de RVU educatieve omroep Stichting waren binnen het verband van Educom de verzorgers van het programma-aanbod. Beide instellingen hadden een zelfstandige positie binnen het geheel van de NPO. Educom verzorgde méér dan het wettelijk verplichte minimum van 500 uur televisiezendtijd en 475 uur radiozendtijd per jaar. Educom zond uit op de televisienetten Nederland 1, 2 en 3. Daarnaast zond Educom op Z@ppelin uit, waren haar programma's te beluisteren op de radiozenders Radio 5 en Radio 1 en was zij actief op internet.
Het programmabeleid van Educom was gebaseerd op de wettelijke opdracht en op de eigen missie en doelstellingen van Educom. De samenwerkende organisaties van Educom trachtten borg te staan voor de kwaliteit en de continuïteit van het educatieve aanbod binnen de landelijke publieke omroep. Door de fusie tussen 'Nederlandse Programma Stichting', 'RVU educatieve omroep Stichting' en 'Stichting Teleac/NOT' is ook 'Educom' per 1 september 2010 onderdeel geworden van 'NTR'.